# Club Nàutic Ciutadella
El Club Nàutic Ciutadella és un club esportiu i social establert a Ciutadella de Menorca. Va ser fundat el 12 d'abril del 1923, i està adscrit a la Federació Balear de Vela. Es va fundar amb la finalitat de fomentar l'esport nàutic i la cultura. El primer president va ser Juan Melià Pons (1923-1928) en una època quan les feines esportives anaven enfocades a la pesca i a la natació. Els altres esports s'hi van afegir més endavant, com la vela el 1946.
El club, el més representatiu de la vela a Menorca, organitza cada temporada nombroses regates, com el Trofeu Sebastià Gordí, la regata 100 milles entre Illes, i altres esdeveniments relacionats amb la vela.
Disposa de sis seccions esportives obertes als socis:
- Vela Lleugera
- Piragüisme
- Vela Creuers
- Escafandrisme
- Pesca Submarina
- Pesca Recreativa

Disposa també de 71 amarratges base i 39 de trànsit.